# Sclerocoelus brasilensis
Sclerocoelus brasilensis är en tvåvingeart som beskrevs av Marshall 1997. Sclerocoelus brasilensis ingår i släktet Sclerocoelus och familjen hoppflugor. Inga underarter finns listade i Catalogue of Life.